# Bohater KRLD
Bohater KRLD (kor. 공화국영웅) – najwyższy tytuł honorowy Koreańskiej Republiki Ludowo-Demokratycznej, wzorowany na tytule Bohatera Związku Radzieckiego. 

## Historia
Tytuł honorowy Bohatera KRLD został ustanowiony przez Prezydium Najwyższego Zgromadzenia Ludowego KRLD 30 czerwca 1950 roku. Jest nadawany za bohaterski czyn dokonany w walce.
Pierwszymi Bohaterami KRLD byli: czołgista 105 Dywizji Pancernej Kang Te Ki (który wyróżnił się podczas bitwy o Seul i zatknął flagę KRLD nad budynkiem Zgromadzenia Narodowego w Seulu), pilot Kim Czi Ok (pierwszy, który zestrzelił sześć samolotów wroga), dowódca oddziału torpedowców Kim Ku Ok (który uszkodził dwa okręty US Navy) oraz dowódcy szeregu jednostek i formacji Koreańskiej Armii Ludowej. Łącznie za udział w wojnie koreańskiej 1950–1953 tytuł Bohatera KRLD otrzymało 481 osób (480 żołnierzy KAL i jedna partyzantka Cho Ok-hŭi, która zginęła w bitwie u podnóża góry Eimpo jesienią 1950 roku). Pierwszą kobietą, która otrzymała ten tytuł, była Thae Song Hui (pierwsza kobieta-pilot w KRLD).
Większość posiadaczy tytułu to obywatele KRLD. Tytułem nagrodzono dotychczas jedynie 21 obcokrajowców, w tym: Chińczyków Penga Dehuai i Mao Anyinga, a także Josipa Broz Tito, Fidela Castro, Pol Pota, Ziaura Rahmana i Mu’ammara al-Kaddafiego. Wśród odbiorców znaleźli się także Koreańczycy będący obywatelami sowieckimi (generał dywizji Nikołaj Pak, kontradmirał Kim Czil Sung oraz pułkownik Władimir Ahn).
Odbiorca tytułu zostaje odznaczony medalem Złotej Gwiazdy i Orderem Flagi Narodowej I stopnia, a w rodzinnej miejscowości bohatera zostaje zbudowane jego popiersie.
Tytuł może być przyznawany pośmiertnie. W ten sposób został przyznany np. matce Kim Dzong Ila, Kim Dzong Suk. W 2005 roku tytuł został po raz pierwszy przyznany za czyn niezwiązany z konfliktem zbrojnym; otrzymała go pośmiertnie północnokoreańska studentka Yu Gen Hwa, która zginęła w pożarze, ratując z ognia swoich towarzyszy oraz wizerunki Kim Ir Sena i Kim Dzong Ila.

## Odznaczeni
Kim Ir Sen jako jedyny otrzymał tytuł Bohatera KRLD trzykrotnie, a jego syn Kim Dzong Il jako jedyny otrzymał ten tytuł czterokrotnie, przy czym czwarty raz pośmiertnie.